# Guri Madhi
Guri Madhi (ur. 15 maja 1921 w Korczy, zm. 13 czerwca 1988 w Budapeszcie) – albański malarz i rzeźbiarz.

## Życiorys
Był synem Pandi Madhiego i Dhespiny  d. Mariani. Od dzieciństwa wyróżniał się talentem plastycznym. Lekcje rysunku pobierał u znanego korczańskiego malarza Spiro Xegi. Naukę w szkole przemysłowej Madhi musiał przerwać z uwagi na trudną sytuację materialną rodziny. Zajmował się dorywczo rysowaniem afiszy dla kin Lux i Majestik działających w Korczy. W latach 1939–1942 służył w armii włoskiej, w złożonym z Albańczyków batalionie Tarabosh. W 1944 rozpoczął pracę w domu kultury w Korczy, a następnie razem z Vangjushem Mio współtworzył projekty scenograficzne dla miejscowego teatru. Kilkakrotnie wystąpił także na scenie teatru.
W latach 1950–1956 studiował w Akademii Sztuk Pięknych w Leningradzie, w klasie prof. Borisa Iogansona. Po ukończeniu studiów powrócił do Albanii i rozpoczął pracę w ministerstwie kultury, prowadząc jednocześnie zajęcia w liceum artystycznym Jordan Misja w Tiranie. W 1961 rozpoczął pracę w Uniwersytecie Sztuk, prowadząc zajęcia z malarstwa i rzeźby. W 1966 padł ofiarą czystki, a w 1967 został wydalony z partii. Skierowany do Gjirokastry pracował jako plastyk w jednostce wojskowej. W 1970 zezwolono mu na powrót do Tirany, gdzie pracował jako grafik w jednym z zakładów przemysłowych. W 1974 powrócił do działalności artystycznej, a w 1976 został uhonorowany tytułem Malarza Ludu (Piktor i Popullit).
Pozostawił po sobie ponad 400 prac, zarówno obrazów jak i rzeźb. Początkowo zafascynował się ekspresjonizmem, ale przez prawie cały okres swojej twórczości malował dzieła w stylistyce socrealistycznej, koncentrując się na tematyce antyosmańskich powstań albańskich. W jego dorobku znalazły się także obrazy o tematyce współczesnej (Konferencja 81 partii w Moskwie 1960) oraz pejzaże. Część dzieł Madhiego, niezgodnych z obowiązującym kanonem socrealizmu zostało ukrytych i odnalezionych w roku 2011 przez jego dzieci. Największą kolekcją dzieł Madhiego dysponuje Narodowa Galeria Sztuki w Tiranie (36 obrazów). Imię malarza nosi Galeria Sztuki w Korczy, a także ulice w północnej części Tirany, w Kamzie i w Korczy.
W 2023 zorganizowano w Tiranie retrospektywną wystawę dzieł artysty.